# Opisthoxia bolivari
Opisthoxia bolivari là một loài bướm đêm trong họ Geometridae.